# Chisago County
Das Chisago County ist ein County im US-amerikanischen Bundesstaat Minnesota. Im Jahr 2020 hatte das County 56.621 Einwohner und eine Bevölkerungsdichte von 52,3 Einwohnern pro Quadratkilometer. Der Verwaltungssitz (County Seat) ist Center City, das nach seiner zentralen Lage zwischen Taylors Falls und Chisago City benannt wurde.
Das Chisago County ist Bestandteil der Metropolregion Minneapolis–Saint Paul.

## Geografie
Das County liegt im Osten von Minnesota am St. Croix River, der die Grenze zu Wisconsin bildet. Es hat eine Fläche von 1146 Quadratkilometern, wovon 64 Quadratkilometer Wasserfläche sind. An das Chisago County grenzen folgende Nachbarcountys:
| Kanabec County | Pine County       | Burnett County (Wisconsin) |
| Isanti County  |                   | Polk County (Wisconsin)    |
| Anoka County   | Washington County |                            |

## Geschichte
Das Chisago County wurde am 31. März 1851 aus Teilen des Ramsey County und des Washington County gebildet. Benannt wurde es nach dem Chisago Lake, dem größten See im County.
18 Bauwerke und Stätten des Countys sind im National Register of Historic Places eingetragen (Stand 28. Januar 2018).

## Demografische Daten
Nach der Volkszählung im Jahr 2010 lebten im Chisago County 53.887 Menschen in 19.540 Haushalten. Die Bevölkerungsdichte betrug 49,8 Einwohner pro Quadratkilometer. In den 19.540 Haushalten lebten statistisch je 2,63 Personen.
Ethnisch betrachtet setzte sich die Bevölkerung zusammen aus 96,0 Prozent Weißen, 1,2 Prozent Afroamerikanern, 0,7 Prozent amerikanischen Ureinwohnern, 0,9 Prozent Asiaten sowie aus anderen ethnischen Gruppen; 1,2 Prozent stammten von zwei oder mehr Ethnien ab. Unabhängig von der ethnischen Zugehörigkeit waren 1,7 Prozent der Bevölkerung spanischer oder lateinamerikanischer Abstammung.
25,0 Prozent der Bevölkerung waren unter 18 Jahre alt, 62,6 Prozent waren zwischen 18 und 64 und 12,4 Prozent waren 65 Jahre oder älter. 48,4 Prozent der Bevölkerung war weiblich.

Das jährliche Durchschnittseinkommen eines Haushalts lag bei 67.075 USD. Das Pro-Kopf-Einkommen betrug 27.626 USD. 7,1 Prozent der Einwohner lebten unterhalb der Armutsgrenze.

## Ortschaften im Chisago County

### Citys
Die Citys sind:
| - Center City - Chisago City - Harris - Lindstrom | - North Branch - Rush City - Shafer - Stacy | - Taylors Falls - Wyoming |

### Townships
Die Townships sind:
- Sunsrise Township

### Unincorporated Communities
Die Unincorporated Communities sind:
- Almelund
- Palmdale

## Gliederung
Das Chisago County ist neben den zehn Citys in neun Townships eingeteilt:

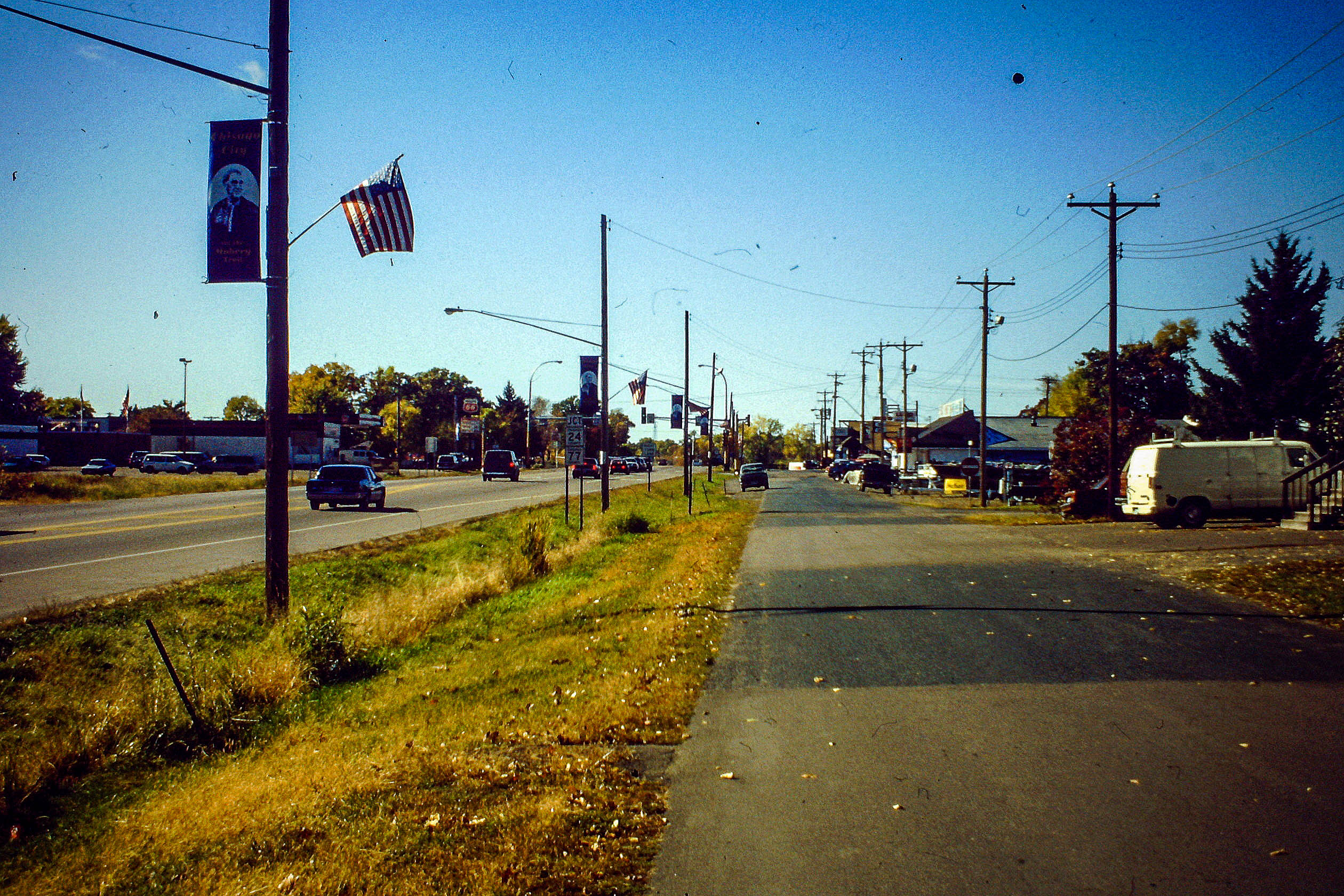
Chisago City, Lake Boulevard (1996)

| Township              | Einwohner (2010) | FIPS     |
| --------------------- | ---------------- | -------- |
| Amador Township       | 885              | 27-01306 |
| Chisago Lake Township | 4656             | 27-11368 |
| Fish Lake Township    | 2012             | 27-21194 |
| Franconia Township    | 1805             | 27-22310 |
| Lent Township         | 3091             | 27-36440 |
| Nessel Township       | 1951             | 27-45250 |
| Rushseba Township     | 804              | 27-56392 |
| Shafer Township       | 1048             | 27-59332 |
| Sunrise Township      | 1994             | 27-63616 |